# نارده
نارده (سانسکریت: नारद) یا نارده مونی یک رب النوع خردمند است که در سیرهٔ هندو به نوزازندهٔ دوره‌گرد و نقال مشهور است که حامل خبرها و حکمت‌های روشنگرانه است. او یکی از فرزندان ذهن برهما، ایزد آفرینش است. او در تعدادی از متون هندو، به ویژه در مهاباراتا که با نقل داستان پراهلادا و رامایانا و هم چنین حکایت‌های پورانه‌ها در حال سرگرم کردن جدهشتر می‌باشد، نمایان شده‌است.